# Mallik Wilks
Mallik Rashaun Coley Wilks (Leeds, 15 de diciembre de 1998) es un futbolista profesional inglés que juega como delantero en el Pendikspor de la TFF Primera División.

## Carrera

### Leeds United
Nacido en Leeds, Inglaterra, Wilks creció en Chapeltown y empezó su carrera en el Leeds United, donde se graduó a través de la academia. Después de una exhibición impresionante en el Leeds United U18, firmó un contrato en 2015.
Bajo el mandato del entrenador Garry Monje, con Wilks en una forma física impresionante para el Leeds sub-23 y juvenil, Wilks fue llamado por el primer equipo, y estuvo convocado como suplente el 13 de diciembre de 2016 en un partido con el Reading en la EFL Championship. Wilks recibió el dorsal número 36 para el resto de la temporada. El 30 de diciembre de 2016, días después de su 18.º cumpleaños, Wilks firmó su primer contrato profesional con el club. Wilks fue convocado e hizo su debut como titular para el Leeds en el partido con el Sutton United el 29 de enero de 2017 en la FA Cup.
El 24 de agosto de 2017, Wilks firmó un nuevo contrato de cuatro años con Leeds United. Fue cedido al Doncaster Rovers, el 1 de enero de 2019, Wilks firmó un nuevo contrato de 2 años en Leeds, y extendió su préstamo en Doncaster.

#### Accrington Stanley
El mismo día en el que llegó a la League Two para jugar en el Accrington Stanley en préstamo, inicialmente hasta el 3 de enero de 2018.
Wilks debutó en el Accrington Stanley el 25 de agosto, contra Notts Condado y marcando el empate en el minuto 95.º en su debut en un 2–2. Marcó otro gol un mes más tarde, el 16 de septiembre de 2017, en un 2–1 ganado sobre el Chesterfield, siguió en racha por marcar contra el Middlesbrough U21s. Wilks Más tarde marcaría dos tantos más contra el Newport Condado y Lincoln City. Después de anotar p 5 tantos en todas las competiciones para Accrington en 23 partidos, en el que pasó el tiempo en el banquillo de sustituto, Wilks regresó a Leeds el 3 de enero al expirar su período de préstamo. A pesar de dejar el club en enero,  recibe una medalla de ganadores al final de la temporada  2017–18 después de que Accrington ganará  la League Two.

#### Grimsby Town
El 26 de enero de 2018, Wilks se unió a la League Two de lado del Grimsby Town cedido hasta final de temporada. El 27 de enero de 2018, Wilks hizo su debut para Grimsby en una derrota de 1–0  contra Luton Town. Jugó cuatro partidos para el club antes de lesionarse fuera de casa por perdiendo por un 3–0 contra Crawley Town el 10 de febrero. El 6 de marzo de 2018 regresó a Leeds United debido al tratamiento para la lesión. RegresO a Grimsby después de que terminar el tratamiento, y regresando de la lesión el 24 de marzo cuándo empezó en un 4–0 perdiendo contra Coventry City.

#### Doncaster Rovers
El 11 de julio de 2018, Wilks unió EFL League One de lado del Doncaster Rovers en un préstamo de 6 meses hasta el 2 de enero de 2019. Empezó marcando en su debut para el club el 4 de agosto, anotando en el 2–3 que le daría la victoria al club contra el Southend United. Wilks anotó en cada uno de sus primeros 3 partidos en el club y también se le fue otorgado 3 MVP consecutivos en estos 3 partidos. Marcó  su 4.º gol de la temporada el 15 de septiembre en el 1-4 victorioso contra el Walsall, también recibiendo su 4.º MVP de la temporada.
La racha continuó el 17 de septiembre, cuando Wilks estuvo nombrado en el EFL Equipo De La Semana, y también como la Liga de Apuesta del Cielo Uno 'jugador del fin de semana'. Anotó su 6.º y 7.os tantos de la temporada cuándo marco un doblete en un 0-4 victorioso contra el Bristol Rovers el 8 de diciembre.
El 1 de enero de 2019, Wilks firmó un nuevo contrato de 2 años de extensión en Leeds, antes de extender su trato de préstamo en Doncaster para el resto de la temporada 2018-19.
El 6 de enero de 2019, Wilks anotaría su 9.º gol de la temporada en Doncaster 3-1 otra vez victorioso en la EFL Championship contra el Preston North End. Wilks anotaría su 12.º gol de la temporada, y 10.º tanto en la liga en un rendimiento impresionante para Doncaster el 23 de febrero en el derby jugó contra Scunthorpe. El 5 de mayo deo de 2019 en la ceremonia de premio anual del club, Wilks recibió el Doncaster Rovers Jugador de Medios de comunicación Sociales del Premio de Año, después de acumular el más hombre de los rendimientos de partido durante el curso de la temporada.
Wilks ayudó a Doncaster lograr los play off en la League One, donde fueron golpeados fuera de casa con dos tantos por el Charlton Athletic en de mayo deo de 2019, con Wilks haciendo una impresión enorme sobre el curso de la temporada, en la que anotaría 16 goles en todas las competiciones y obtuvo 12 asistencias .

### Barnsley
El 5 de julio de 2019, Wilks se unió a la EFL Championship como jugador para el Barnsley por un coste sin definir.
Wilks anotó su primer gol para el Tykes en un 3-1 que acabaría en derrota contra el Luton.

### Hull City
Wilks llegó en un préstamo de seis meses para jugar en la Championship para el  Hull City el 17 de enero de 2020. Hizo su debut el 18 de enero de 2020, cuándo salía del banco como sustituto de Josh Magennis en el minuto 71 en la derrota fuera de casa por 1–0 contra el Derby County. Wilks anotó su primer gol para Hull en un empate de 1–1 fuera de casa contra el Reading el 8 de febrero de 2020.
El 2 de julio de 2020, Hull anunció que la cesión de Wilk había finalizado, pero poco después que confirmaron el fichaje de Wilks en un plazo permanente.

## Vida personal
Justo tres días antes de su debut en el Leeds United, El hermano de Wilks, Raheem había sido asesinado por fuera de una barbería en Leeds. A pesar de la tragedia, Wilks jugó en el partido de FA Cup contra Sutton United. Tres personas estuvieron condenadas del asesinato de Raheem en noviembre de 2017.

## Estilo de Juego
Wilks Es un delantero versátil cuya posición principal era para jugar como rematador solitario. Durante su tiempo en préstamo en Doncaster Rovers, ha sido convertido a un extremo y juegos en cualquier banda . Es conocido por su ritmo, poder y su físico.

## Honores

### Club
Accrington Stanley
- EFL League Two Campeones 2017/18[17]

- Equipo de Liga de Fútbol inglés De La Semana: Matchday 8 (2018)[25]
- Doncaster Rovers Jugador de Medios de comunicación sociales del Año: 2018/19[30]